# Pillansia templemannii
Pillansia es un género con una sola especie, Pillansia templemannii, de plantas herbáceas, perennes, rizomatosas, de hojas lineares perteneciente a la familia de las Iridáceas y dentro de ella a la tribu Pillansieae. Es nativa de la Provincia Occidental del Cabo, en África del Sur. 

## Descripción
Su única especie Pillansia templemannii tiene hojas lineares sin un nervio central y las flores en un panículo en vez de un punto. Tiene flores de forma acampanada y color anaranjado. La planta crece en suelos pobres en nutrientes, de piedra arenisca o en bonales. Florece raramente, a menos de que se haya quemado la vegetación circundante y entonces después, florece de una manera masiva. No responde bien al cultivo.

## Taxonomía
Pillansia templemannii fue descrita por Harriet Margaret Louisa Bolus y publicado en Annals of the Bolus Herbarium 1: 20. 1914.
Etimología
Pillansia: nombre genérico que fue otorgado en honor del botánico sudafricano Neville Stuart Pillans, quien llevó la especie a la atención de Harriet Margaret Louisa Bolus.
templemannii: epíteto
Sinonimia
- Tritonia templemannii Baker, Handb. Irid.: 193 (1892).
- Wredowia pulchra Eckl., Topogr. Verz. Pflanzensamml. Ecklon: 16 (1827), nom. nud.
- Aristea wredowia Steud., Nomencl. Bot., ed. 2, 1: 130 (1840), nom. nud.[1]